# IEEE 802.11u
IEEE 802.11u est un amendement à la norme IEEE 802.11 visant à ajouter des fonctionnalités qui permettent d'améliorer l'identification d'un terminal et l'interfonctionnement avec d'autres réseaux Wi-Fi (ayant des SSID différents) et avec les réseaux de téléphonie mobile. 
La norme IEEE 802.11u a été publiée le 25 février 2011.